# Hwang Sun-won
Hwang Sun-won (en hangeul :황순원, 26 mars 1915- 14 septembre 2000) est un écrivain sud-coréen.

## Biographie
Hwang est né à Taedong dans la province sud de Pyongan dans ce qui est aujourd'hui la Corée du Nord alors que le pays était encore sous la domination coloniale japonaise. Hwang Sun-weon fait ses débuts littéraires alors qu'il est encore étudiant avec la publication en 1931 de ses poèmes Mon rêve (Na-ui kkum), Ne prends pas peur, mon fils (Adeura museowo Malla) dans Lumière de l'Est (Donggwang). Hwang est diplômé de l'université de Waseda au Japon avec pour spécialité l'anglais. Pendant son séjour à Waseda, il a fondé une troupe de théâtre appelée Les étudiants de Tokyo en art (Donggyeong haksaeng yesuljwa), avec notamment Lee Haerang et Kim Dongwon. En Novembre 1934, Hwang Sun-weon publie son premier recueil de poésie intitulé Chanter à pleine voix (Bangga). À la suite de la division de la Corée il part s'installer dans le Sud, où il devient professeur à l'université Kyunghee.

## Œuvre
Hwang a publié sa première nouvelle en 1937 et a continué à écrire pendant les années 1980. Au cours de sa longue carrière littéraire, Hwang Sun-won a été le témoin direct des souffrances des Coréens ordinaires sous les différentes formes d'oppression : le colonialisme, les conflits idéologiques, la guerre de Corée, l'industrialisation et les dictatures militaires. Il a cherché à capturer ce qu'était l'essence de l'esprit coréen à l'époque, montrant leur dignité dans les périodes d'adversité.
Bien qu'il ait écrit de nombreux recueils de poésie mais aussi huit romans, Hwang a obtenu un plus grand succès avec ses nouvelles, format qui est considéré comme le genre littéraire privilégié durant le XXe siècle en Corée. Hwang est aussi connu pour avoir refusé d'écrire en japonais dès ses premiers poèmes. Hwang est l'auteur de quelques-unes des histoires les plus connues parmi la littérature coréenne moderne, avec notamment Les étoiles (Byeol, 1941), Le vieux Hwang (Hwang no-in, 1942), Un vieux potier (Dokjinneun neulgeuni, 1950),  Cigognes (Hak, 1953) et L'averse (Sonagi, 1952 ; la première version anglaise intitulée Rain Shower, 1959).
Dans Cigognes (Hak), par exemple, il évoque l'histoire de deux amis d'enfance vivant désormais des deux côtés de la Corée à la suite de la division du pays. L'averse (Sonagi) met en évidence le pathos et la beauté de l'amour entre deux enfants. Les enfants, en effet, apparaissent souvent dans les nouvelles de Hwang Sun-weon comme des symboles de pureté. Le marais (Neup) et Les étoiles (Byeol) traite également du caractère éphémère de l'enfance.
Hwang a commencé à écrire des romans dans les années 1950, avec notamment Les arbres sur la falaise (Namudeul bitare seoda, 1960), qui dépeint la vie de trois soldats durant la guerre de Corée. Le château mouvant (Umjigineun seong, 1968-1972) représente la synthèse complexe et problématique des cultures occidentales et autochtones dans la modernisation rapide de la Corée.